# Державна Рада (Польське Королівство 1918)

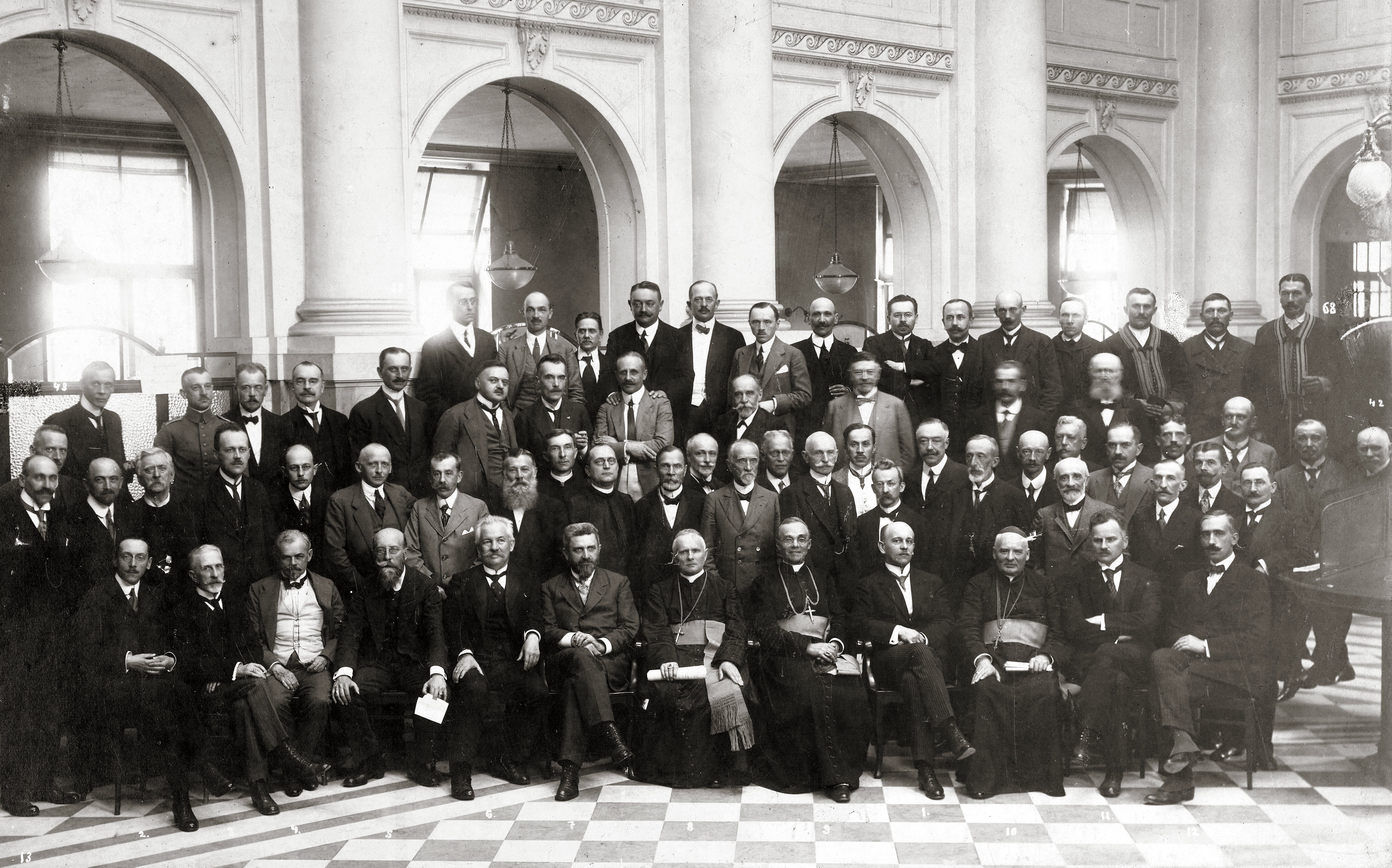
Державна рада Королівства Польського, вересень 1918 р

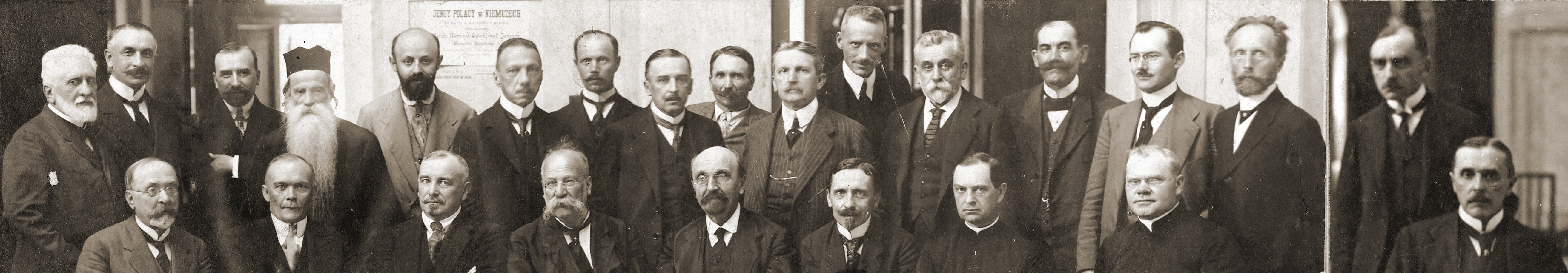
Члени Державної Ради Королівства Польського (додаток), вересень 1918 року

Державна Рада Королівства Польського — представницький орган Королівства Польського, що існував у 1918 році.

## Створення
Державна рада була створена на підставі Акту про Державну раду Королівства Польського від 4 лютого 1918 року, виданого Регентською радою  відповідно до ст. II і III патенти від 12 вересня 1917 року про державну владу в Королівстві Польському , виданий генерал-губернатором Варшави і Любліна від імені імператора Німеччини та імператора Австрії та короля Угорщини.

## Компетенції
Відповідно до патенту від 12 вересня, у справах, управління якими не було передано польській державній владі, заяви могли розглядатися лише за згодою ( нім. Zustimmumg ) країн-окупантів. Генерал-губернатор міг видавати накази з цих питань після заслуховування ( nach Anhörung ) Державної ради. І для того, щоб забезпечити важливі військові інтереси, він міг, не слухаючи Ради, видавати необхідні накази з силою закону, які могли бути змінені або скасовані лише в тій самій процедурі. Закони та розпорядження польської влади, з яких випливають права та обов’язки населення, перед їх виданням повинні були бути повідомлені генерал-губернатору держави-окупанта, на адміністративній території якого вони мали набути чинності; він міг заблокувати їх протягом 14 років. днів після їх подання.

## Склад і організація
Державна рада складалася з 43 членів, призначених Регентською радою , 12 членів ex officio  та 55 членів, обраних окружними зборами (призначених окупантами) та міськими радами Варшави, Лодзі та Любліна , на виборах 9 квітня 1918 р.  У виборах взяли участь два блоки партій, представлені Центральним виборчим комітетом ( Міжпартійне політичне коло ) та Крайовим виборчим комітетом (коаліція Товариства будівництва польської держави з Національною партією, Лігою польської державності, Крайовий клуб праці, Національний центр, Польська демократія та Партія активної політики).У Раді, обраній 9 квітня, було лише 15 активістів, решта місць віддано пасивістам . Раду очолював маршалок. Президія Ради складалася з маршала, двох віце-маршалів і чотирьох секретарів. Державна рада вела свою роботу через 17 комітетів: адміністративний, бюджетний, фінансово-економічний, головний, захисту орендарів, охорони праці, освіти, петицій, законодавчих пропозицій, редакційний, регламентний, сільськогосподарський, сільськогосподарський, судовий, парламентський, військовий та охорони здоров'я  .

## Діяльність
Постановою від 14 червня 1918р Регентська рада призначила Францішека Яна Пуласького на посаду маршалка Державної ради  . Юзеф Мікуловський-Поморський та Стефан Бонзинський були призначені віце-маршалками, а Євгеніуш Красуський, Август Пославський, Ян Скотніцький та Генрик Вижиковський – секретарями.
Відкриття Державної ради відбулося 21 червня 1918 року. Під час єдиної проведеної сесії Рада зібралася на 14 пленарних засідань, ухваливши лише 4 закони  . Він був розпущений Регентською радою Зверненням до польського народу від 7 жовтня 1918 року. після того, як Центральні держави прийняли мирні принципи з 14 пунктів Вільсона, проголосили незалежність Королівства та мали намір створити новий уряд   . Законодавчий орган Королівства Польського не встиг завершити роботу над багатьма актами, але підготовлені проекти стали основою для пізніших указів Глави держави .

## Виноски
1. ↑  Dz.U. z 1918 r. nr 2, poz. 2.
2. ↑  Dz. Rozp. c. i k. Zarządu Wojskowego w Polsce z 1917 r., Cz. XVI, poz. 75; Dz. Urz. Departamentu Sprawiedliwości Tymczasowej Rady Stanu Nr 5, Dział II.
3. ↑  Postanowienie Rady Regencyjnej z dnia 26 kwietnia 1918 r. (M.P. Nr 57 z 26 kwietnia 1918 r.)
4. ↑  Tzw. wirylistów.
5. ↑  Ordynacya miejska Miasta stołecznego Warszawy : zatwierdzona przez Generał Gubernatora w dniu 5. V. 16., ordynacje wyborcze dla miast oraz sejmików powiatowych (Dziennik rozporządzeń dla Jenerał-Gubernatorstwa Warszawskiego z 3 listopada 1916 r. nr 51, poz. 175 i 176), Rozporządzenie generalnego gubernatora lubelskiego z 17 września 1917 r. o samorządzie powiatowym (Dziennik Rozporządzeń c. i k. Zarządu Wojskowego w Polsce z 29 września 1917, cz. XVII, poz. 76).
6. ↑  Instrukcja wyborcza dla wyrów do Rady Stanu (Monitor Polski nr 1 z 6 lutego 1918, s. 2)
7. ↑  Jerzy Holzer, Jan Molenda, Polska w pierwszej wojnie światowej, Warszawa 1967, s. 381
8. ↑  M. P. Nr 72 z 15 czerwca 1918 r.
9. ↑  Zieliński, 1982.
10. ↑  M.P. Nr 168 z 7 października 1918 r. oraz Dz.U. z 1918 r. nr 12, poz. 23 z 21 października, równocześnie Rada Regencyjna Dekretem w przedmiocie tymczasowego wykonywania władzy ustawodawczej z 15 października do czasu zapowiedzianego zwołania Sejmu przyznała sobie prawo wydawania rozporządzeń z mocą ustawy (Dz.U. z 1918 r. nr 12, poz. 24).

## зовнішні посилання
- Органи польського державного управління в Царстві Польському 1916–1918. Структура та офіси